# Sinningia hirsuta
Sinningia hirsuta là một loài thực vật có hoa trong họ Tai voi. Loài này được (Lindl.) G.Nicholson miêu tả khoa học đầu tiên năm 1886.